# Anasaitis
Anasaitis  (лат.) — род аранеоморфных пауков из подсемейства Euophryinae в семействе пауков-скакунов (Salticidae). 5 вида.

## Описание
Распространены в Центральной и Северной Америке. Вид Anasaitis canosa (длиной в 5 мм и менее) охотится за муравьями.

## Классификация
5 видов.
- Anasaitis canosa (Walckenaer, 1837) — США, Куба
- Anasaitis decoris Bryant, 1950 — Ямайка[2]
- Anasaitis morgani (Peckham & Peckham, 1901) — Ямайка, Гаити typus
  - =Prostheclina morgani Peckham & Peckham, 1901[3]
- Anasaitis scintilla Bryant, 1950 — Ямайка
- Anasaitis venatoria (Peckham & Peckham, 1901) — Ямайка